# Kühbach (Main)
Der Kühbach ist ein etwa sechs Kilometer langer Bach in Unterfranken, der aus westlicher Richtung kommend in Würzburg von links in den Main mündet.

## Name
Das Bachtal wurde früher Kunimund-, dann Kunbach-Grund genannt. Nach dem Bach führte einst das Mainviertel den Namen "in der Kunbach".

## Geographie

### Verlauf
Der Kühbach entsteht auf einer Höhe von 323 m ü. NHN im südwestlichen Maindreieck auf der Marktheidenfelder Platte südwestlich von Höchberg am Südhang des Zweierberges (336,3 m ü. NN) in der Flur Tiergarten am Rande eines Waldes.
Er fließt zunächst am Rande des Waldes nordwestwärts durch Grünland, unterquert dann die B 27 und läuft dann weiter durch die Felder und Wiesen des Tiergartengrundes am Südosthang des Zweierberges entlang. Er erreicht dann den Südwestrand von Höchberg, unterquert dort die Bürgermeister-Seubert-Straße und verschwindet bald darauf verdolt in den Untergrund. Sein Weg führte dort vermutlich von der Gasse Am Graben über das Wagnergässchen zum Winterleitweg, wonach er auf dauerhaft östlichen Lauf einschwenkt. Nördlich der Leistenstraße (B 27) taucht der Bach dann kurz an der Oberfläche auf, um schon einen halben Kilometer bachabwärts abermals im Untergrund zu verschwinden.
Er erscheint danach erst wieder nach seiner Überquerung der Gemarkungsgrenze nach Würzburg an der Oberfläche. Der Bach fließt nun durch das enge Kühbachtal, an dessen südexponiertem linken Hang Wein angebaut wird. Er markiert ab dort fast bis zur Mündung die Grenze zunächst zwischen Zellerau und dann dem Mainviertel der Würzburger Altstadt im Norden und dem Stadtteil Steinbachtal im Süden.
Der Bach läuft dann südlich an der Festung Marienberg entlang und mündet schließlich verrohrt auf einer Höhe von 168,5 m ü. NN im Würzburger Talkessel im Stadtteil Steinbachtal unterhalb der Ludwigsbrücke von links in den aus dem Süden heranfließenden Main.

### Orte
- Landkreis Würzburg
  - Höchberg
- Würzburg
  - Zellerau[L 1]
  - Steinbachtal
    - Nikolausberg[L 2]

  - Altstadt
    - Mainviertel[L 1]

Lage:
1. 1 2  nördlich des Baches
2. ↑  meist südlich des Baches, nur zum Schluss bei der Mündung beiderseitig

## Charakter
Der Kühbach ist ein Gewässer III. Ordnung und fällt nach Regenereignissen schnell wieder trocken.
Bei starken Regen kann er jedoch zu einem reißenden Fluss anschwellen, wie etwa am 30. August 1852.